# Philonthus subvirescens
Philonthus subvirescens är en skalbaggsart som beskrevs av Thomson 1884. Philonthus subvirescens ingår i släktet Philonthus, och familjen kortvingar. Arten är reproducerande i Sverige.